# La mayor
La mayor (abreviatura en sistema europeo LaM y en sistema americano A) es la tonalidad que consiste en la escala mayor de la, y contiene las notas la, si, do sostenido, re, mi, fa sostenido, sol sostenido y la. Su armadura contiene tres sostenidos (en fa, do y sol).
Su tonalidad relativa es fa sostenido menor, y su tonalidad homónima es la menor.
La mayor es la única tonalidad en la que un acorde de sexta napolitana en {\displaystyle {\hat {2}}} requiere tanto un la bemol como un la natural.

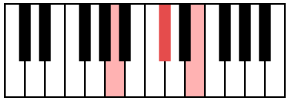
El acorde de tríada: la-do♯-mi.

## Usos
Si bien no es tan rara en la literatura sinfónica como otras tonalidades con más sostenidos, los ejemplos de sinfonías en La mayor no son tan numerosos como las que están en re mayor o sol mayor. La Sinfonía n.° 7 de Beethoven, la Sinfonía n.° 6 de Bruckner y la Sinfonía n.° 4 de Mendelssohn casi completan la lista de sinfonías en esta tonalidad en el romanticismo. Tanto el Concierto para clarinete como el Quinteto para clarinete (obras ambas de Mozart) están en La mayor. En música de cámara, La mayor se da más a menudo. Tanto Brahms como Franck escribieron sonatas para violín en La mayor.
De acuerdo a Christian Friedrich Daniel Schubart, la mayor es una tonalidad conveniente para "declaraciones de amor inocente,... la esperanza de ver al amado nuevamente después de partir; la alegría juvenil y la fe en Dios." Es usada en sinestesia para representar el color verde.

### Obras clásicas famosas en esta tonalidad
- Wolfgang Amadeus Mozart: Sonata para piano n.º 11
- Ludwig van Beethoven: Sinfonía n.° 7
- Franz Schubert: Quinteto La trucha
- Felix Mendelssohn: Sinfonía n.° 4
- Anton Bruckner: Sinfonía n.° 6
- Wetz: Sinfonía n.° 2
- Franz Von Suppé: Obertura de Caballería Ligera

| Tonalidad   | 7 ♭       | 6 ♭        | 5 ♭       | 4 ♭       | 3 ♭       | 2 ♭       | 1 ♭      | 0        | 1 ♯       | 2 ♯      | 3 ♯       | 4 ♯       | 5 ♯        | 6 ♯       | 7 ♯       |
| Modo mayor: | do♭ mayor | sol♭ mayor | re♭ mayor | la♭ mayor | mi♭ mayor | si♭ mayor | fa mayor | do mayor | sol mayor | re mayor | la mayor  | mi mayor  | si mayor   | fa♯ mayor | do♯ mayor |
| Modo menor: | la♭ menor | mi♭ menor  | si♭ menor | fa menor  | do menor  | sol menor | re menor | la menor | mi menor  | si menor | fa♯ menor | do♯ menor | sol♯ menor | re♯ menor | la♯ menor |